# آبرية
آبريّة (الاسم العلمي: Cynipinae)، فُصيلة حشرات من غشائيات الأجنحة وفصيلة الآبرات.

## التصنيف
إنّ الزنبور الأوروبيّ الكبير هو النوع الأكثر شهرة (الاسم العلمي: Vespa crabro) وهو منتشر بشكلٍ كبير في أوروبا، وفي الصين، كما أنّه النوع الوحيد الموجود في أمريكا الشماليّة، وأوكرانيا، وروسيا الأوروبيّة. ويتوزّع هذا النوع في الشرق من جبال الأورال وحتى سيبيريا الغربيّة (يوجد في المنطقة المجاورة لـِ خانتي-مانسيسك). ويحتاج لحمايته في بعض المناطق. وظهر الزنبور الأوروبيّ في أمريكا الشمالية صدفة في القرن التاسع عشر، ويعيش هناك منذ ذلك الوقت في نفس المجال تقريبًا في أوروبا. وبالرغم من ذلك، لم يوجد أبدًا في غرب أمريكا الشماليّة. أمّا في آسيا، يوجد الزنبور الأوروبي الكبير الشائع في سيبيريا، وأيضًا في الصين، ويُذكر أنّه الزنبور الكبير الوحيد الموجود في أمريكا الشماليّة، بعد أن أدخله المستوطنون الأوروبيّون في القرن التاسع عشر. ويعتبر الزنبور آفةً مِن قِبَل بعض البشر الذين يتعاملون معها. تصنع هذه الدبابير أعشاش من المواد النباتيّة المحيطة والألياف الأخرى.
يلدغ هذا النوع عند الدوس عليه أو الإمساك به، ولكنّه يَتجنّب الصراعَ بِشكل عام. كما أنّ هذه الدبابير دفاعيّة عن عشّها ويمكن أن تكون عدوانيّة حول مصادر الطعام. يجب توخّي الحذر عند العثور عليها، لأنّها قد تقوم باللدغ دون سابق إنذار. الزنابير الأوروبيّة الكبيرة هي آكلة لحوم وتطارد الحشراتِ كالخنافس الكبيرة، الزنابير الصغيرة، العثّ الكبيرة، اليعسوب والسرعوف. وتتغذّى أيضا على الفاكهة. 

### الزنبور الكبير
الزُنْبُور الكبير او الدَبُّور الكبير (بالإنجليزية: Hornet) وتُسمَّى جماعته الخَشْرم و وكرها الخَشَّاء هو أكبر التنظيمات الاجتماعية للزنابير؛ حيث يصل طول بعض الأنواع إلى 5.5 سم (2.2 بوصة). تشكل الزنابير الكبيرة جنس الزنبور يعيش الزنبور الآسيوي العملاق (Vespa mandarinia) في منطقة بريمورسكي كراي في روسيا، والصين، وكوريا، وتايوان، وكمبوديا، ولاوس، وفيتنام،والهند، ونيبال، وسريلانكا، وتايلاند، ولكنه يوجد أكثر في جبال اليابان، حيث يُعرف بالنحلة الضخمة. ويظهر أيضًا في المناطق شبه المدارية والتي تكون شبه جافة في آسيا الوسطى (إيران، وتركيا، وأفغانستان، وعمان، وباكستان، وتركمانستان، وأوزبكستان، وطاجيكستان) وأوروبا الجنوبية (إيطاليا، ومالطا، وألبان (الاسم العلمي: Vespa)، وتتميز عن الزنابير الأخرى من حيث عرض الرأس (جزء في الرأس يقع خلف العين). إن أكثر أنواع الدبابيرانتشاراً في العالم هو الزنبور الأوروبي الكبير (Vespa crabro)، يتراوح طوله بين 3-2 سم، وينتشر بشكلٍ كبير في أوروبا، وروسيا، وشمال شرق آسيا.

## اللدغات
تملك الدبابير لدغات تستخدمها لقتل فرائسها والدفاع عن خليتها. إن لدغة الدبابير تسبب ألمًا أكبر للبشر أكثر ن الزنابير التقليدية لأن سم الدبور يحتوي على كمية كبيرة (5%) من أستيل كولين. انظر مؤشر سكميدت لألم اللدغة. يمكن أن تلدغ أفراد الدبابير عدة مرات؛ على عكس النحل التقليدي، ولا تموت الدبابير والزنابير بعد اللدغ لأن إبرها غير شائكة ولا تُنتزَع خارج أجسامها.
تختلف سُمَّية اللدغات وفقًا لنوع الدبور، فبعض الدبابير تلدغ لدغة عادية، والبعض الآخر يُصنَّف ضمن أكثر الحشرات الشائعة سُمِّية.
الدبابير لا تقتل جميع الناس بل الحساسين تجاه اللدغة الخاصة بها.وقد يكون عدة لدغات الدبابير غير الأوروبية نظرًا للمكونات التي يحويها سم بعض الأنواع والتي تكون شديدة السُمِّية. إن لدغات الزنبور الياباني العملاق (فيسبا مندارينا جابونيكا (Vespa mandarinia japonica)هي أكثر اللدغات سُمية
إن لدى الأشخاص الذين يعانون من حساسية تجاه سم الزنبور حساسية أيضًا تجاه لدغات الدبور. تتم معالجة التفاعلات الأرجية عامةً عن طريق حقنة الأدرينالين باستخدام أداة مثل حقنة الأدرينالين الأوتوماتيكية، مع وجود علاج ومتابعة فورية في المستشفى. في الحالات الشديدة، قد يتعرض الأشخاص ذوو الحساسية لـ صدمة تأقية ويموتون إذا لم يتلقوا العلاج بشكل فوري.

## الفريسة
يتغذى ذكر الدبور والحشرات التي تشبهه (مثل الزنبور المقلم) على النباتات المليئة بالرحيق والسكريات. ومن ثمَّ، فإننا نراهم دائمًا على عصارة شجر البلوط، والفواكه الحلوة المتعفنة، والعسل، وأية مواد غذائية تحتوي على السكريات.تطير الدبابير بصفة مستمرة فوق البساتين لكي تنقض على الفاكهة شديدة النُضج. إذا قام شخص بقطف ثمرة (مثل الكمثرى) بداخلها دبور، يكون معرض لهجوم الدبور المنزعج عليه؛فالدبابير تميل إلى حفر ثقب داخل الثمرة والغوص فيها.
تتغذى الدبابير البالغة على حشرات متنوعة أيضًا، والتي تقتلها بلدغتها وفكها. نظرًا لحجمها وقوة سمها، تستطيع الدبابير قتل الحشرات  الكبيرة والخطيرة مثل: نحل العسل، والجنادب والجراد بلا صعوبة. تمضغ الدبابير الضحية بصورة تامة ثم تعطيها لليرقات التي تنمو في العش في صورة ردغة، بدلاً من قيام الدبابير البالغة بأكلها. وبما أن بعض الفرائس تُعتبر مزعجة، قد تُعتبر الدبابير مفيدة في بعض الظروف.

## الزنبور والدبابير الأخرى
(الزنبور الأوروبي الكبير به آثار نحل العسل)
بالرغم من أن الفروق بين الدبابير وزنابير أخرى محددة جيدًا من الناحية التصنيفية، ربما يكون هناك بعض الحيرة فيما يتعلق بتلك الفروق بين الدبابير وزنابير أخرى من فصيلة الـ زنابير وخاصةً الزنابير المقلمة، وهي أفراد من نفس الأسرة. إن الزنابير المقلمة أصغر من الدبابير العادية عامةً، كما أنها ذات لونين ساطعين من الأصفر والأسود، بينما الدبابير تكون عادةً سوداء وبيضاء. سمات الزنابير والنحل.
يُشار أحيانًا إلى بعض الزنابير الكبيرة بالدبابير، وخاصةً الدبور ذو الرأس الأبيض (دوليتشوفيسبولا ماكولاتا (Dolichos Vespula maculata)) الذي يوجد في أفريقيا. وهو ذو تلوينات سوداء وبيضاء. يُستخدم اسم «دبور» لهذا النوع والأنواع ذات الصلة، وذلك في المقام الأول بسبب عادة الدبابير في صنع عشش هوائية (مماثلة للدبابير الحقيقية) بدلاً من العشش التي تُصنع تحت الأرض. وهناك مثال آخر وهو الدبور الإيطالي (أبيسبا افيبيوم (Abispa ephippium)، وهو بالفعل نوع من دبور الخزاف.

## فيرمون الهجوم
يمكن أن تقوم الدبابير، مثل كثيرٍ من الزنابير الاجتماعية، بإعداد العش بأكمله للدغ دفاعًا عن نفسها، وهو أمرٌ خطير على الحيوانات والإنسان.يطلق فيرمون الهجوم لدى الدبابير في حال اي هجوم على العش، و للإشارة لوجود فريسة، مثل النحل. وتم التعرف على ثلاثة مركبات كيميائية حيوية من الناحية البيولوجية: 2-بيوتانول، بنتان-2-ول، و1-ميثيل بوتيل 3-ميثيل بيوتانول. في الاختبارات الميدانية، أثار 2-بيوتانول وحده إنذارًا متوسطًا، ولكن أدت زيادة المكونين الآخرين إلى زيادة العدوانية مع حدوث تأثير تآزري.
إذا قُتل الدبور بالقرب من العش، قد يُطلق الفيرمون الذي قد يؤدي إلى هجوم الدبابير الأخرى. يمكن أن تثير المواد التي تحتك بالفيرمون، مثل: الملابس، والجلد، والفرائس والدبابير الميتة، الهجوم، بالإضافة إلى نكهات طعام محددة، مثل الموز، ونكهة التفاح، والروائح التي تحتوي على C5 كحوليات و C10 إستر..

## القبائل
- Aylacini
- آبراوات
- زنبوراوات العفص (Diplolepidini)
- Eschatocerini
- Paraulacini
- Pediaspidini
- Qwaqwaiini
- Synergini